# Oskar Stachnik
Oskar Stachnik (* 1. Mai 1998 in Szprotawa) ist ein polnischer Leichtathlet, der sich auf den Diskuswurf spezialisiert hat.

## Sportliche Laufbahn
Erste internationale Erfahrungen sammelte Oskar Stachnik im Jahr 2015, als er bei den Jugendweltmeisterschaften in Cali mit einer Weite von 55,06 m in der Qualifikationsrunde ausschied. Im Jahr darauf gewann er bei den U20-Weltmeisterschaften in Bydgoszcz mit 62,83 m die Silbermedaille mit dem 1,75-kg-Diskus und 2017 siegte er mit 62,01 m bei den U20-Europameisterschaften in Grosseto. 2019 gewann er bei den U23-Europameisterschaften in Gävle mit 60,01 m die Bronzemedaille hinter dem Slowenen Kristjan Čeh und Clemens Prüfer aus Deutschland. 2022 gelangte er bei den Europameisterschaften in München mit 60,36 m auf den zwölften Platz und im Jahr darauf siegte er mit 63,00 m bei den World University Games in Chengdu. Kurz darauf schied er bei den Weltmeisterschaften in Budapest mit 61,96 m in der Qualifikationsrunde aus. 2024 gelangte er bei den Europameisterschaften in Rom mit 62,35 m auf den zehnten Platz.
In den Jahren 2022 und 2023 wurde Stachnik polnischer Meister im Diskuswurf.